# Eleccions presidencials de Guinea Equatorial de 1973
Les eleccions presidencials de Guinea Equatorial van tenir lloc l'octubre de 1973, malgrat el fet que el president Francisco Macías Nguema havia estat declarat president vitalici l'any anterior. Al país s'estableix aleshores un sistema unipartidista (amb el Partit Únic Nacional dels Treballadors com a únic partit legal) i Nguema va ser l'únic candidat, sent reelegit sense oposició.